# 量产型男友
《量产型男友》（日语： Ryousangata Kareshi）是日本摇滚乐队SHISHAMO的第2张单曲，于2014年10月1日发行。

## 简介
本作距前作《你与夏季音乐节》相隔不到三个月，是SHISHAMO在乐队成员更换后的首张作品。《量产型男友》是对与随处可见、大众时尚风格的男性交往的女性，带有一些讽刺意味的歌曲。9月12日在《SCHOOL OF LOCK!》节目中首次公开。
9月30日歌曲MV公开，由导演。
CD唱片的封面依然由主唱宫崎绘制。

## 发行
《量产型男友》于2014年10月1日发行。
- 普通盘（商品编号：XQFQ-1412）

## 收录
| CD       | CD                 | CD    |
| 曲序     | 曲目               | 时长  |
| -------- | ------------------ | ----- |
| 1.       | （量产型男友）     | 4:39  |
| 2.       | （不能和你说的是） | 4:27  |
| 3.       | （转校之歌）       | 4:43  |
| 总时长： | 总时长：           | 13:49 |